# 小市真琴
小市真琴（日语：／ Koichi Makoto，2月17日—）是日本的女性聲優、舞台演員、編舞家，東京都出身。隸屬於 Stay Luck。

## 人物
高中時就讀演劇科，並開始以演戲為目標。
成為聲優前主要是在A-Light（A-Theater）旗下從事舞台演員的工作。2010年11月開始使用目前的藝名。
演出舞台劇《幸運☆星≒ 音樂☆舞台》時，曾觀賞動畫版的《幸運☆星》作為研究，並因此對聲優界產生興趣。
喜歡小孩子，曾想要成為褓姆，但由於不擅長讀書而放棄。

## 演出作品
※粗體字為主要角色。

### 電視動畫
2016年
- 魔法護士小麥R（如月司[4]）
- Battle Spirits Double Drive（茂上駿太[5]）

2017年
- 高校星歌劇 第2期（女學生）
- 單蠢女孩（幼少期的明）
- 時間飛船 逆襲的三惡人（豪鎧甲蟲[6]、真狗、寸胴機甲、機器妹妹、女播音員、男孩子、女店員）

2018年
- 按一按發明PIKACHIN-KIT（小孩B、同學B）
- 三麗鷗男子（少年的誠一郎）
- 庫洛魔法使 透明牌篇（學生）
- 童話魔法使（茱兒·范赫文[7]）
- 妖精森林的小不點（笹波）
- 齊木楠雄的災難 第2期（女性店員、岡島）
- GUNDAM創鬥者 潛網大戰（羅恩）
- 雷頓神秘偵探社 ～卡特莉的解謎事件簿～（安迪（幼少期）、市民）
- 蠟筆小新（著衣人員）
- 黃金神威（少年）
- 惡魔高校D×D HERO（幼少期的塞拉奧格）
- 前進吧！登山少女 Third Season（同學B）
- 偶像大師 灰姑娘女孩劇場 第3期（結城晴）
- 昴宿七星（比屋根、幼年貴法）
- 工作細胞（未熟胸腺細胞3）
- 卡片戰鬥!! 先導者（戰場之嵐 薩古拉莫爾）
- 茜色少女（秋緒）
- 狐狸之聲（張）
- 我讓最想被擁抱的男人給威脅了。（MC）
- Radiant 虛空魔境（Mr.波布里[8]、湯米）
- 叛逆性百萬亞瑟王（少年加伊拉）

2019年
- 關於我轉生變成史萊姆這檔事（眾冒險者）
- 笑容的代價（尤妮·凡奇修[9]）
- W'z（岸和田凱〈幼少期〉）
- 盾之勇者成名錄（村人）
- 同居人時而在腿上，時而跑到腦袋上。（矢坂隼翔）
- 鬼滅之刃（手鬼的哥哥）
- Star☆Twinkle 光之美少女（那須弓香）
- 女高中生的虛度日常（遊戲區的媽媽）
- 在地下城尋求邂逅是否搞錯了什麼II（亞馬遜娼婦）
- 籃球少年王（女高中生、女學生）
- 少女前線 -狂亂篇-（M1897）

2020年
- 〈Infinite Dendrogram〉-無盡連鎖-（路克·福爾摩斯[10]）
- 歌舞伎町夏洛克（ランポ）
- pet（ヒロキ〈幼少期〉）
- 異種族風俗娘評鑑指南（艾莎[11]、鮑魚）
- Healin' Good ♥ 光之美少女（母親、長良澄子）
- 夢夢貓（星野美奈子、經理）
- LISTENERS 聆聽者（カウンシル部隊）
- 隱瞞之事（女性B）
- 魔物娘的醫生（格連·立德拜特〈幼年〉）
- 魔法水果籃 2nd season（女學生）
- 我立於百萬生命之上（時館由香）
- 卡片戰鬥!! 先導者外傳 -if-（石田直樹〈幼少期〉）
- 眾神眷顧的男人（庫佛）
- 在魔王城說晚安（阿卡茲基〈幼年〉）
- 炎炎消防隊 貳之章（女學生）
- A3!（觀眾）

2021年
- 花樣滑冰Stars（前島絢晴〈小學生〉）
- 堀與宮村（仙石翔〈幼年〉、女學生）
- 無職轉生～到了異世界就拿出真本事～（小孩A、拉庫拉娜）
- 再見了，我的克拉默（佃真央）
- 青梅竹馬絕對不會輸的戀愛喜劇（少年末晴、漣）
- 夢夢貓 Mix！（星野美奈子）
- 關於我轉生變成史萊姆這檔事 轉生史萊姆日記（紅丸〈幼年〉）
- 我立於百萬生命之上 第2期（時館由香）
- TSUKIPRO THE ANIMATION 2（圭人〈幼少〉）
- 歌劇少女!!（男子B）
- 暗夜第六感 2041（黒木ユウヤ〈幼少〉）
- 卡片戰鬥!! 先導者 overDress（老師）
- 世界頂尖的暗殺者轉生為異世界貴族（盧各·圖哈德（幼年））
- 陰陽眼見子（恭介的朋友A）
- 海賊王女（紫檀〈幼少〉）
- BUILD DIVIDE -#000000-（齊木米海爾）

2022年
- 終末的後宮（人〈少年〉）
- 白領羽球部（澀澤晴樹）
- 瓦尼塔斯的手札（強·傑克〈少年時代〉）
- 處刑少女的生存之道（小孩）
- 境界戰機（モー）
- 杜鵑婚約（同班同學C、同班同學B）
- Healer Girl 歌癒少女（孩子們）
- BUILD DIVIDE -#FFFFFF-（齊木米海爾）
- 女忍者椿的心事（梧桐[12]）
- 轉生賢者的異世界生活～取得第二職業，成為世界最強～（麗莎）
- 歡迎來到實力至上主義的教室 2nd Season（小野寺加也乃）
- Lycoris Recoil 莉可麗絲（乙女櫻）
- 打工吧！！魔王大人（少年撒旦）
- 在地下城尋求邂逅是否搞錯了什麼IV（亞馬遜）
- 後宮之烏（夏高峻〈少年時代〉）
- 呆萌酷男孩（女子、女性客）

2023年
- 給不滅的你 Season2（凱〈少年〉）
- 英雄傳說 閃之軌跡 北方戰役（拉薇安·溫斯蕾[13]）
- 小智是女孩啦！（久保田淳一郎〈幼少期〉）
- 狩火之王（火穗[14]）
- 呆萌酷男孩（田中的朋友）
- 魔王學院的不適任者 II ～史上最強的魔王始祖，轉生就讀子孫們的學校～（基加底亞斯）
- 文豪Stray Dogs 第4期（大倉燁子[15]）
- 眾神眷顧的男人2（庫佛）
- 偶像大師 灰姑娘女孩 U149（結城晴[16]）
- 百合是我的工作！（橘純加[17]）
- 地獄樂（奴凱[18]）
- 機動戰士GUNDAM 水星的魔女（奧爾柯特的兒子）
- 黃金神威（孩子們）
- 不死少女的謀殺鬧劇（馳井靜句[19]）
- 神劍闖江湖－明治劍客浪漫譚－（明神彌彥[20]）
- 堀與宮村 -piece-（幼年仙石）
- 白聖女與黑牧師（艾瑞克[21]）
- 文豪Stray Dogs 第5期（大倉燁子）
- 死神少爺與黑女僕（幼年華特）
- 我想成為影之強者！ 2nd season（克勞蒂亞）
- 暴食狂戰士（梅米露·布雷立庫）
- 我的新上司是天然呆（白崎〈幼兒・幼少〉）
- 靠著魔法藥水在異世界活下去！（艾克特）
- 競速 OVERTAKE!（男孩子）
- 香格里拉·開拓異境～糞作獵手挑戰神作～（追加鰹魚／魚臣慧）
- 不死不運（小健）
- 聖魔大戰 BIKKURI-MEN（胡德〈幼少期〉）
- 東京復仇者（青宗〈小學生〉）
- 愛犬訊號（丹羽〈幼少期〉）
- 某大叔的VRMMO活動記（南方堡壘負責人的女兒）
- 屍體如山的死亡遊戲（パロミー）

2024年
- 異修羅（琉賽露絲）
- 指尖相觸，戀戀不捨（芦沖櫻志〈少年〉）
- 狩火之王 第2期（火穗[22]）
- 歡迎來到實力至上主義的教室 3rd Season（小野寺加也乃）
- 轉生為第七王子，隨心所欲的魔法學習之路（洛伊德[23]）
- INKAI！女子競輪（防府幸梅[24]）
- 約會大作戰V（艾略特·鮑德溫·伍德曼〈幼年〉）
- 異世界失格（尼亞[25]）
- 多數欠（相馬〈小孩〉）
- 金剛戰神U（安絲）
- 神之塔 第2期（卡薩諾〈幼年〉）
- Re:從零開始的異世界生活 3rd season（魯斯貝爾）
- 聽說你們要結婚！？（齋藤茜）
- 神劍闖江湖－明治劍客浪漫譚－ 京都動亂（明神彌彥[26]）
- 地。-關於地球的運動-（學生）
- 妻子變成小學生。（阿健）
- 香格里拉·開拓異境～糞作獵手挑戰神作～ 2nd season（追加鰹魚／魚臣慧[27]）
- 最狂輔助職業【話術士】世界最強戰團聽我號令（瑪麗翁·詹金斯）
- 妖怪學校的菜鳥老師！（狸塚豆子〈7女〉）

2025年
- 想星的亞庫艾里翁 Myth of Emotions（月城璃美也[28]）
- 終究，與你相戀。（輝月〈幼年〉）
- SAKAMOTO DAYS 坂本日常（男孩子）
- 金牌得主（鴗鳥理凰[29]）
- 紅戰士在異世界成了冒險者（格羅莎[30]）
- 青春特調蜂蜜檸檬蘇打（乃亞）
- 安妮·雪利（戴維·基斯[31]）
- 銀河特快車 Milky☆Subway（彼方[32]）
- 轉生為第七王子，隨心所欲的魔法學習之路 第2期（洛伊德[33]）
- 被驅逐開勇者派對的白魔導師，被S級冒險者撿到 ～這個白魔導師超規格～（洛伊德〈幼年〉）
- 膽大黨 第2期（寺仁〈小學生時代〉）
- 為丑女獻上花束（上野圭介[34]）
- 學校沒教的重要事情（整太的母親[35]、常盤管太[36]）
- 素材採集家的異世界旅行記（ブロライト[37]）

2026年
- 地獄樂 第2期（奴凱[38]）
- 金牌得主（第2期）（鴗鳥理凰[39]）

### OVA
2023年
- 偶像大師 灰姑娘女孩 U149（結城晴）※Blu-ray第4卷收錄

### 電影動畫
2019年
- 我們的七日戰爭（馬雷特）
- 只想受到你的歡迎（女學生）

### 網路動畫
2016年
- BROTHERHOOD FINAL FANTASY XV（馬里里斯、學生、大姐姐）

2018年
- B：彼之初（娜絲卡）

2019年
- 拳願阿修羅

2021年
- The Missing 8（龐克）

2023年
- 終末的女武神II（卡斯托）

2025年
- Lycoris Recoil 莉可麗絲：友誼是時間的竊賊（乙女櫻）

### 遊戲
2014年
- 白貓Project（瑟蕾絲蒂亞、牡丹）
- Toys Drive（タクト・レナード[40]）

2015年
- 憂世之志士（坂本龍馬／女主人公A[41]）
- 憂世之浪士（沖田芳次郎／女主人公A[42]）
- 鋼鐵華爾茲（M18 Hellcat 達克妮·德比斯）

2016年
- SAY-U（千佳）
- 魔物娘☆後宮（朱雀拉比利艾、惡之幹部拉比利艾）
- 魯弗蘭的地下迷宮與魔女的旅團（弗里茨[43]）
- 螺旋境界線
- 寶可夢Ga-Olé（男孩子玩家）
- 問答RPG 魔法使與黑貓維茲（埃萊妮·碧茜）
- 此劍即君 百夜綴文（九十九丸〈幼少期〉）

2017年
- 萬千回憶（岩碎的犬鬥士凱爾）
- FANTASY SQUAD W（米尼艾姆）
- 鐵金剛少女Z ONLINE（拉剛）
- Ragnarok～Walhalla Saga～（斯魯茲）

2018年
- 魔物獵人 世界（接待員）
- 偶像大師 灰姑娘女孩（結城晴）
- 偶像大師 灰姑娘女孩 星光舞台（結城晴）
- 神無月（瓦雷拉）
- 光與闇的對決〜輪迴的Fight Song〜（洛基）
- 言靈戰士（尤斯）
- 歷史調整者（那須與一）
- 超異域公主連結 Re:Dive（貓、傑克）
- 瓦利歐製造 豪華版（九伏特、庫莉娜）
- 少女前線（F1、M1897）
- 崩壞3rd（真田幸村）
- 亞克傳承R（馮）
- 恆星少女（亞爾納斯爾[44]）

2019年
- 魔女兵器（愛絲提娜）
- 侍魂 曉（緋雨閑丸）
- 闇影詩章（挑釁少女・嘉夜[45]）

2020年
- 繪師神之絆（コバルト）
- 卡拉邦CARAVAN STORIES（ハヤミ[46]）
- 勇者鬥惡龍X（ラスカ[47]）
- 迪士尼 扭曲仙境（ドミニク）
- 重裝戰姬（埃伊菲）

2021年
- 蒼翼默示錄平行世界黑暗戰爭（AKANE=TERUHIKO）
- New 寶可夢隨樂拍（菲爾）
- 偶像大師POPLINKS（結城晴[48]）
- 分享同樂！瓦利歐製造（九伏特、庫莉娜、里歐）
- 鬼滅之刃 火之神血風譚（手鬼的哥哥）
- 機動戰姬：聚變（格里爾）

2022年
- 絢爛傳說（克里斯[49]）
- 洶湧海豚（村早麻汐[50]）
- 無期迷途（泰特拉）
- 彈射世界（瓦連）

2023年
- 勇者鬥惡龍X 沉睡的勇者與引導的盟友 Online（ラスカ）
- 快打旋風6（愛麗莎）
- 蔚藍色法則（マスキエッタ[51]）
- 深夏時光！二十世紀的暑假（悟[52]）
- 絢爛傳說～Fanfare！～（克里斯〈少年〉[53]）
- 從謊言開始的戀愛之夏（橘薫[54]）
- 碧藍幻想（2023年 - 2025年 カラクラキル〈幼少期〉、コク）
- 超級舞動 瓦利歐製造（九伏特、里歐）
- 蔚藍檔案（2023年 - 2024年 不破蓮華[55]）
- 天空之塔（ファイーラ）

2024年
- 寶可夢大師（丘助〈寶可夢小朋友〉[56]）
- 碧藍航線（印第安納）
- 白荆回廊（焰響[57]）

2025年
- 怪物彈珠（天火[58]）

### 廣播劇CD
2014年
- 在秋葉原墜入愛河（長谷川悠貴少年時代、書店員）

2018年
- 偶像大師 灰姑娘女孩 U149（結城晴）※第2、3卷特別版原創CD

## 音樂CD

### 角色歌
| 發售日   | 商品名稱                                                   | 演唱名義 | 歌曲                                       | 備註                                        |
| 2016年   | 2016年                                                     | 2016年 | 2016年                                     | 2016年                                      |
| -------- | ---------------------------------------------------------- | --- | ------------------------------------------ | ------------------------------------------- |
| 1月27日  | Ready Go!!                                                 | [ 成員 1 ]                                                                                                   | 「Ready Go!!」                             | 電視動畫《魔法護士小麥R》片頭曲             |
| 1月27日  | Ready Go!!                                                 | [ 成員 1 ]                                                                                                   | 「Starlight Start」                        | 電視動畫《魔法護士小麥R》相關歌曲           |
| 3月2日   | 電視動畫「魔法護士小麥R」原聲帶&角色歌                     | 如月司（小市真琴）                                                                                           | 「」                                       | 電視動畫《魔法護士小麥R》相關歌曲           |
| 3月2日   | 電視動畫「魔法護士小麥R」原聲帶&角色歌                     | [ 成員 1 ]                                                                                                   | 「Break your chains」                      | 電視動畫《魔法護士小麥R》相關歌曲           |
| 2018年   |                                                            | |                                            |                                             |
| 1月27日  | 偶像大師 灰姑娘女孩 U149 第2卷特別版特典CD                 | 赤城米莉亞（黑澤朋世）、結城晴（小市真琴）                                                                   | 「」                                       | 漫畫《偶像大師 灰姑娘女孩 U149》相關歌曲    |
| 1月27日  | 偶像大師 灰姑娘女孩 U149 第2卷特別版特典CD                 | 結城晴（小市真琴）                                                                                           | 「（M@STER VERSION）」                     | 漫畫《偶像大師 灰姑娘女孩 U149》相關歌曲    |
| 5月30日  | 偶像大師 灰姑娘女孩 U149 第3卷特別版特典CD                 | 櫻井桃華（照井春佳）、佐佐木千枝（今井麻夏）、橘愛麗絲（佐藤亞美菜）、結城晴（小市真琴）、龍崎薰（春瀨夏實） | 「」                                       | 漫畫《偶像大師 灰姑娘女孩 U149》相關歌曲    |
| 5月30日  | 偶像大師 灰姑娘女孩 U149 第3卷特別版特典CD                 | 一之瀨志希（藍原琴美）、結城晴（小市真琴）                                                                   | 「BEYOND THE STARLIGHT（M@STER VERSION）」 | 漫畫《偶像大師 灰姑娘女孩 U149》相關歌曲    |
| 9月12日  | THE IDOLM@STER CINDERELLA GIRLS LITTLE STARS! なつっこ音頭 | 赤城米莉亞（黑澤朋世）、城崎莉嘉（山本希望）、橘愛麗絲（佐藤亞美菜）、結城晴（小市真琴）、龍崎薰（春瀨夏實） | 「」                                       | 電視動畫《偶像大師 灰姑娘女孩劇場》片尾曲   |
| 9月12日  | THE IDOLM@STER CINDERELLA GIRLS LITTLE STARS! なつっこ音頭 | 結城晴（小市真琴）                                                                                           | 「」                                       | 電視動畫《偶像大師 灰姑娘女孩劇場》相關歌曲 |
| 10月30日 | 偶像大師 灰姑娘女孩 U149 第4卷特別版特典CD                 | 赤城米莉亞（黑澤朋世）、結城晴（小市真琴）、市原仁奈（久野美咲）                                             | 「Yes! Party Time!!」                      | 漫畫《偶像大師 灰姑娘女孩 U149》相關歌曲    |

### 團體成員
1. 1 2  吉田小麥（巴奎依）、西園寺心菜（山崎惠理）、如月司（小市真琴）

## 外部連結
- 事務所官方簡歷 （页面存档备份，存于）（日語）
- 小市真琴的X（前Twitter）
- 小市真琴 official blog[]（日語）